# Icom Incorporated
Icom Inc. (アイコム株式会社, Aikomu Kabushiki-gaisha) és una empresa japonesa fabricant d'equips de ràdio transmissió i recepció, fundada l'any 1954 per Tokuzo Inoue amb el nom original de la companyia "Inoue". Els seus productes i equipaments inclouen equips de ràdioaficionat, pilots, aplicacions marítimes, i estacions terrestres de telecomunicacions mòbils a més d'escàners de ràdio per usuaris entusiastes.
La seva seu es troba a Osaka, Japó, amb sucursals als Estats Units (a Kirkland, Washington), Canadà (a Delta, Colúmbia Britànica), Austràlia (Melbourne, Victòria), Nova Zelanda (Auckland), el Regne Unit. (Kent, Anglaterra), França (Tolosa), Alemanya (Bad Soden), Espanya (Barcelona) i la República Popular de la Xina (Pequín).

## Protocols

### IDAS
IDAS és la implementació d'Icom del protocol NXDN per a productes de ràdio digital bidireccional destinats a la ràdio mòbil terrestre (PLMR) comercial i sistemes de comunicacions de seguretat pública de gamma baixa. NXDN és un estàndard tècnic de Common Air Interface (CAI) per a comunicacions mòbils. Va ser desenvolupat conjuntament per Icom i Kenwood Corporation.

### D-STAR
El sistema de ràdio obert D-STAR va ser desenvolupat per Icom basat en protocols de ràdio digital desenvolupats per la Japan Amateur Radio League i finançats pel Ministeri de Correus i Telecomunicacions. Aquest sistema està dissenyat per proporcionar comunicacions avançades de veu i dades per ràdio amateur utilitzant estàndards oberts.

## Productes

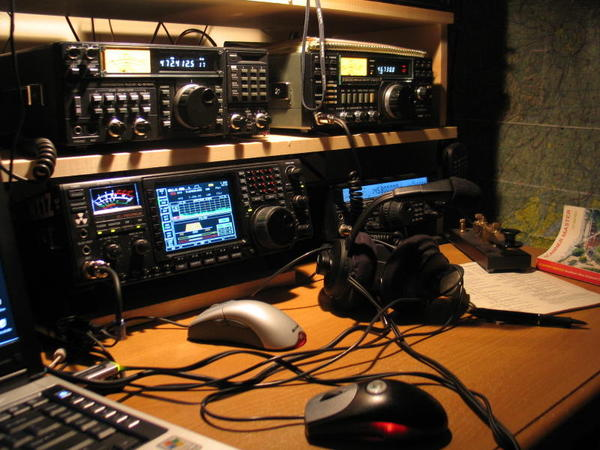
Una estació de ràdio amateur que inclou tres ràdios Icom.

Icom fabrica ràdios i receptors bidireccionals per utilitzar-los en aplicacions marines, Airband, aplicacions de ràdio amateur, aplicacions mòbils terrestres, i aplicacions FRS / GMRS. Algunes ràdios fabricades per Icom són compatibles amb els sistemes de trunking Motorola i SmarTrunk.

## 2024 Explosions de dispositius de ràdio al Líban
Molts dels dispositius implicats en les explosions de dispositius de ràdio al Líban de 2024 es van informar com a transceptors de mà "trunking" VHF ICOM IC-V82, però aquest model es va suspendre'n la fabricació l'any 2014. Icom havia emès anteriorment una advertència sobre ràdios falsificades, inclosa l'IC-V82, i va dir el 19 de setembre de 2024 que estava duent a terme una investigació.